# Biała (powiat stargardzki)
Biała (niem. Ball) – wieś w Polsce, w województwie zachodniopomorskim, w powiecie stargardzkim, w gminie Dobrzany.
Miejscowość leży przy północno-zachodnim zboczu wzniesienia Babia Góra, 6 km na północ od Dobrzan (siedziby gminy) i 27 km na północny wschód od Stargardu (siedziby powiatu).
W latach 1975–1998 miejscowość należała administracyjnie do województwa szczecińskiego.

## Nazwa
15 marca 1947 r. nadano miejscowości polską nazwę Biała i określając przymiotnik „bielski”; w późniejszym czasie zmieniono go na „bialski”.

## Historia
W 1933 r. w miejscowości mieszkały 994 osoby, a w 1939 r. – 921 osób.
W 2008 r. w Białej mieszkały 244 osoby.

## Zabytki
Do rejestru zabytków Narodowego Instytutu Dziedzictwa wpisany jest:
- kościół filialny pw. Matki Boskiej Bolesnej z końca XV wieku.